# Binalakshmi Nepram

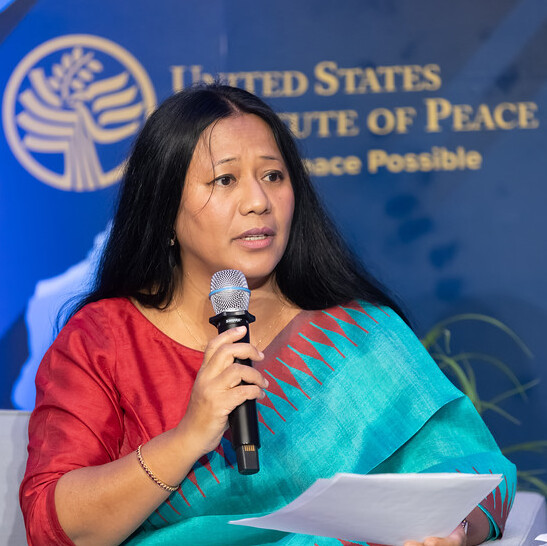
Binalakshmi Nepram (2023)

Binalakshmi Nepram (Meitei ꯕꯤꯅꯥꯂꯛꯁ꯭ꯃꯤ ꯅꯦꯞꯔꯥꯝ꯫; geb. 1974 in Imphal) ist eine indische Autorin, Bürgerrechts- und Frauenrechtsaktivistin. Außerdem widmet sie sich der Bekämpfung der Gewalt und des Waffenkultes in ihrem Heimatstaat Manipur und in Nordost-Indien generell. Nepram gründete mehrere Organisationen wie die Control Arms Foundation of India (CAFI), das Manipur Women Gun Survivors Network (MWGSN) und die Global Alliance of Indigenous Peoples, Gender Justice, and Peace. Seit Juni 2022 ist sie Fellow am Carr Center for Human Rights Policy der Harvard Kennedy School.

## Biographie
Binalakshmi Nepram kam 1974 in Imphal im nordostindischen Bundesstaat Manipur zur Welt. Ihre Eltern waren Nepram Bihari und Yensembam Ibemhal. In ihrer Kindheit und Jugend herrschte in Imphal eine Atmosphäre der Gewalt und des Blutvergießens. Als sie geboren wurde, herrschte in Imphal sogar eine von der Armee verhängte allgemeine Ausgangssperre. Sie besuchte die Schule in Imphal und absolvierte anschließend ein Studium der Geschichtswissenschaften an der Delhi University, das sie mit einem Master abschloss. An der Jawaharlal Nehru University (JNU) erwarb sie einen Master of Philosophy (M.Phil) in Südasienstudien und internationalen Beziehungen. An der New School of Social Studies in New York absolvierte sie im weiteren ein Masterstudium in Soziologie.
Während ihres Studiums in Indien wurde ihr das Ausmaß der Gewalt in ihrem Heimatstaat bewusst. Ihre Forschung wurde durch das Buch "Trafficking in Small Arms and Sensitive Technologies" [Handel mit Kleinwaffen und sensiblen Technologien] und ein von der kanadischen Regierung herausgegebenes Weißbuch zum Thema Kleinwaffen beeinflusst, das sie nachhaltig beeindruckte. Ihre zweijährige Forschungstätigkeit an der JNU mündete in der Veröffentlichung "South Asia's Fractured Frontier" (2002). Im Jahr 2004 war sie maßgeblich an der Gründung der Control Arms Foundation of India (CAFI) in Neu-Delhi beteiligt, deren Ziel es ist, Fragen der konventionellen Abrüstung im Zusammenhang mit der zunehmenden Verwendung von Kleinwaffen und leichten Waffen zu untersuchen, die sich nachteilig auf soziale Gruppen, insbesondere Frauen, Kinder und alte Menschen auswirken.
Im Jahr 2004 war Nepram Mitbegründerin der Control Arms Foundation of India, die sich mit konventionellen Abrüstungsfragen befasst, der ersten Stiftung dieser Art in Indien. Im gleichen Jahr führte der Tod von Buddha Moirangthem zu allgemeinem Entsetzen. Der Besitzer einer Autobatteriewerkstatt im Dorf Wabagai Lamkhai im Distrikt Thoubal war von Unbekannten ohne erkennbaren Grund erschossen worden und es konnte nicht aufgeklärt werden, durch wen und warum er getötet wurde. Es gab mehrere solcher Vorfälle in Manipur, die Nepram letztendlich dazu veranlassten, nach Imphal zurückzukehren und 2007 das Manipur Women Gun Survivors Network (MWGSN) zu gründen, dessen Hauptziel es ist, den weiblichen Angehörigen der Erschossenen finanzielle und andere Unterstützung zu gewähren.
Sie nahm an vielen Konferenzen zum Thema Abrüstung teil, so auch bei den Vereinten Nationen in New York City. Von 2017 bis 2018 war Binalakshmi Nepram Gastwissenschaftlerin an der Columbia University und von 2018 bis 2019 am Connecticut College. Sie ist Vorstandsmitglied des International Peace Bureaus, das bereits 1910 mit dem Friedensnobelpreis ausgezeichnet worden war. Sie ist Leitende Beraterin für Indigene Angelegenheiten im Team für Religion und integrative Gesellschaften beim United States Institute of Peace (USIP).
Zur Frage der Entwaffnung sei sie auf lange Sicht zuversichtlich: "Man kann nicht auf eine unbewaffnete Person schießen. Das gilt sowohl für staatliche als auch für nichtstaatliche Akteure … Gewaltlosigkeit wird am Ende siegen."

## Auszeichnungen
- Amusana and Gouro Memorial Award[1]
- 2004 Ploughshares fellowship für die Forschung zur Eindämmung von Kleinwaffen im indisch-myanmarischen Grenzgebiet[5]
- 2006 Women in Security Conflict Management and Peace (WISCOMP) Scholar of Peace Award der Dalai Lama Foundation[5]
- 2010 Best Humanitarian Initiative of the Year[5]
- 2011 Sean MacBride Peace Prize des International Peace Bureau[5]
- 2011 Real Heroes Award von CNN-News18[5]
- 2011 Ashoka Fellowship der Ashoka Innovators of the Public, Washington[5][8]
- 2013 Nennung als eine der Top 100 influential people in the world actively pursuing a reduction in armed violence durch Action on Armed Violence, London[4][9]
- 2015 L’Oréal Paris Femina Women Award in der Kategorie Face of A Cause[4]
- 2015 Nennung als eine von 24 Young Minds to Watch out for durch Forbes
- 2016 Women have Wings Award[3]
- 2018 Anna Politkovskaya Award von RAW in WAR (Reach All Women in WAR) gemeinsam mit der belarussischen Schriftstellerin Svetlana Alexievich[10]
- 2020 National Endowment for Democracy's Reagan Fascell Spring Fellow[3]
- 2022 SAR Fellow am Carr Center for Human Rights Policy der Harvard Kennedy School[3]

## Veröffentlichungen (Auswahl)
- Poetic Festoon (1990)
- South Asia's Fractured Frontier: Armed Conflict, Narcotics and Small Arms Proliferation in India's Northeast (2002)
- Meckley : A Historical Fiction on Manipur  (2004)
- India and the Arms Trade Treaty (2009)[5]
- Where Are Our Women in Decision Making? (2016)[3]
- Deepening Democracy, Diversity, and Women’s Rights in India (2019)[3]